# Peter Gabriel

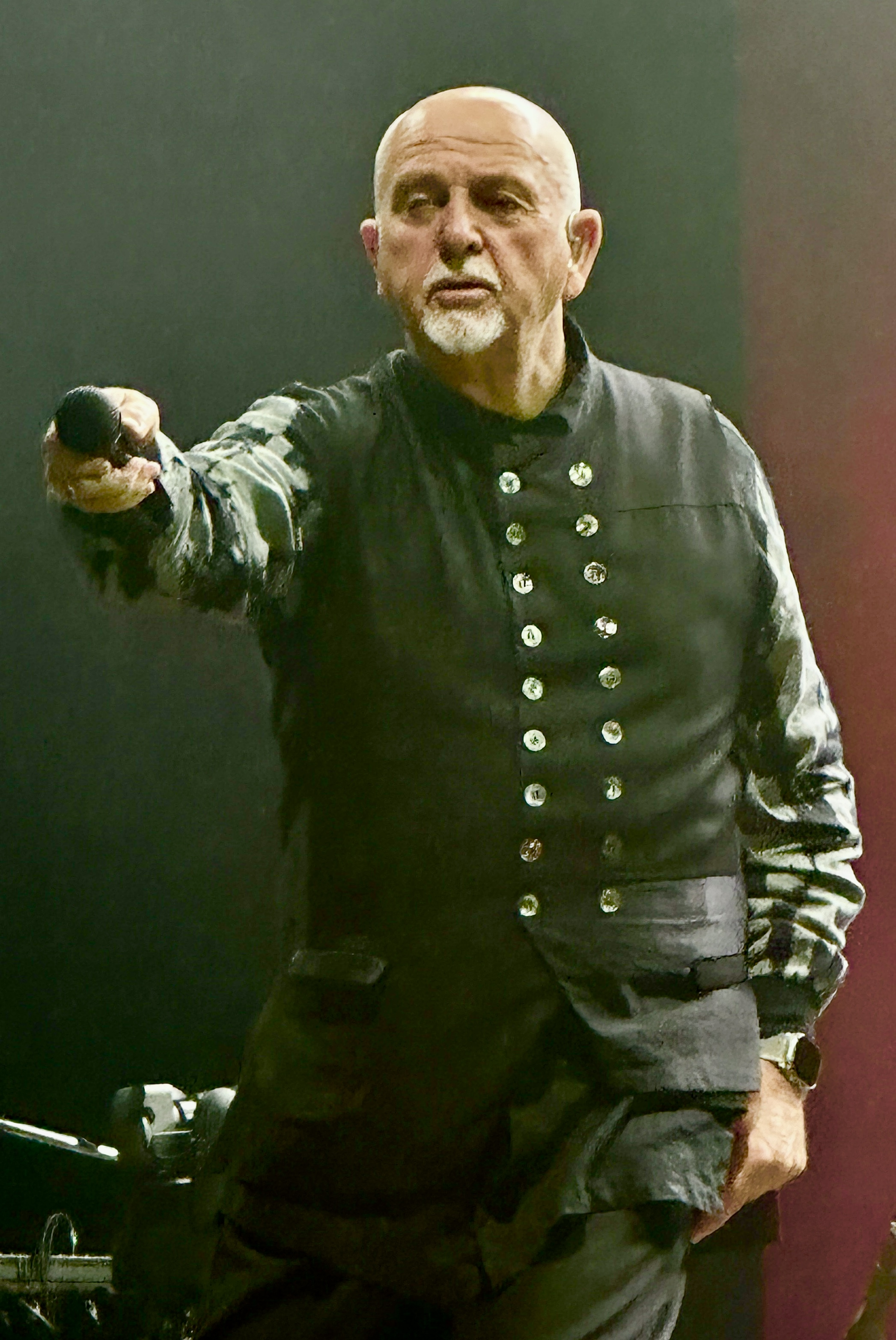
Peter Gabriel (2023)

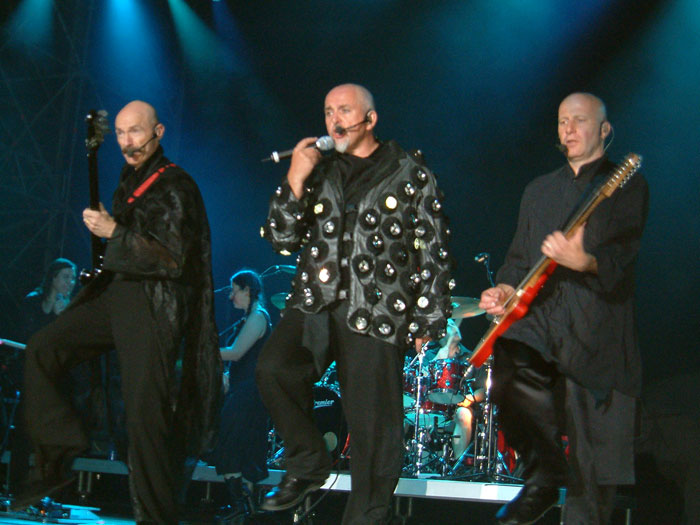
Peter Gabriel 2004 bei einem Konzert mit Tony Levin (links) und David Rhodes (rechts)

Peter Brian Gabriel (* 13. Februar 1950 in Chobham, Surrey Heath) ist ein britischer Musiker, Komponist und Liedtexter, Videokünstler, Aktivist der humanitären Hilfe, Förderer der Weltmusik und Musikunternehmer. Bekannt wurde er in den frühen 1970er Jahren als Sänger, Frontmann und Gründungsmitglied der damaligen Progressive-Rock-Band Genesis. Zudem spielt er Querflöte, Oboe und Keyboards.
Nach seinem Weggang von Genesis im Herbst 1975 startete er eine erfolgreiche Solokarriere. Der Schwerpunkt lag auf der Produktion und Förderung von Weltmusik, sowohl seine eigene Musik, aber auch die anderer Künstler betreffend. Zudem nahm er eine Vorreiterrolle im Bereich der digital bearbeiteten Musik ein. Seine Musik, eine nicht klar kategorisierbare Mischung aus Pop und Rock mit progressiven Elementen und deutlichen Einflüssen der Weltmusik, stellt er aufwendig in seinen Alben, in spektakulären Videos und konzeptionell choreografierten Liveshows dar.
Peter Gabriel engagiert sich für Menschenrechte, unter anderem bei Amnesty International und der von ihm mitbegründeten Menschenrechtsorganisation Witness.

## Karriere

### 1967–1975: Genesis

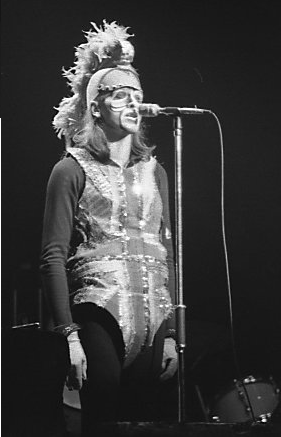
Gabriel als „Britannia“ (Dancing With The Moonlit Knight), 1974

1967 gründete Gabriel während seiner Schulzeit an der Charterhouse School mit seinen Mitschülern Tony Banks, Anthony Phillips, Mike Rutherford und Schlagzeuger Chris Stewart die Band Genesis. Der Bandname war ein Vorschlag von Jonathan King, der das erste Album From Genesis to Revelation produzierte. Als Sänger fand Gabriel Inspiration bei Nina Simone und Otis Redding.
Durch Gabriels ungewöhnliche Bühnenpräsenz erregten Genesis großes Aufsehen in der internationalen Musikszene. Er trat in zahlreichen bizarren Kostümen auf und leitete die Songs mit sarkastischen, traumartigen Geschichten ein. Zu seinen bekanntesten Verkleidungen zählen „The Flower“ und „Magog“ (Supper’s Ready), „Britannia“ (Dancing With The Moonlit Knight), „The Old Man“ (The Musical Box) und „Rael“ sowie „The Slipperman“ für das Konzeptalbum The Lamb Lies Down on Broadway. Zur damaligen Besetzung von Genesis gehörten neben dem Bassisten und Gitarristen Mike Rutherford sowie dem Keyboarder Tony Banks der Gitarrist Steve Hackett und der Schlagzeuger Phil Collins, der 1975 nach Gabriels Ausstieg dessen Posten als Frontmann übernahm. Während sich die Band mit dem Album The Lamb Lies Down On Broadway auf Welttournee befand, entschloss sich Gabriel, die Band nach dem letzten Konzert zu verlassen. Seine Entscheidung wurde unter anderem durch musikalische Differenzen mit seinen Mitmusikern und die problematisch verlaufene Geburt seiner Tochter Anna beeinflusst. Die Trennung von der Band verarbeitete er zwei Jahre später in dem Song Solsbury Hill.

### 1975–1976: Vorbereitung auf die Solokarriere
Nach seinem Ausstieg entschloss sich Peter Gabriel zu einer Auszeit und verbrachte viel Zeit mit der Selbsterforschung und Klavierspiel, Yoga, dem Anbau von Gemüse und nicht zuletzt mit seiner Familie. 1976 nahm er unter Mitwirkung seiner früheren Mitstreiter Phillips, Rutherford und Collins erste Demos für ein Soloalbum auf und später im Jahr begannen dann die Aufnahmen in den USA.

### 1977–1985: Peter Gabriel 1–4

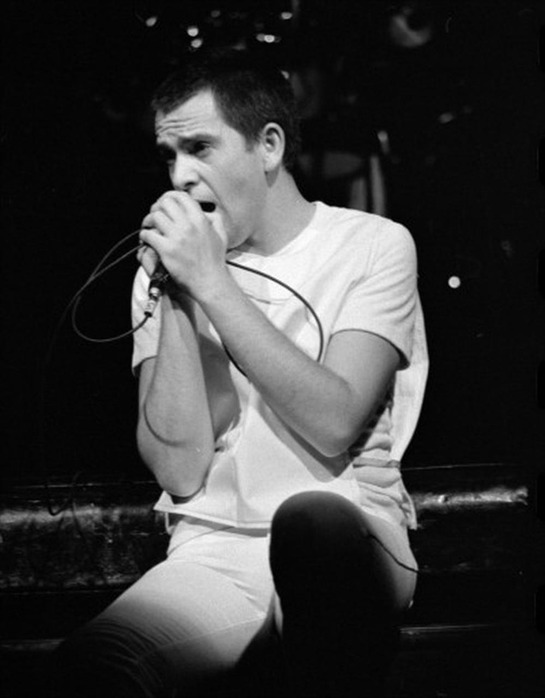
Peter Gabriel in Oslo, 1978

1977 erschien Peter Gabriel, sein Debüt, das von Bob Ezrin produziert wurde. Das Album ist eine Sammlung sehr verschiedener Stile und enthält Gabriels ersten großen Hit, Solsbury Hill. Im Großen und Ganzen zufrieden mit dem Album, hält Gabriel den Song Here Comes the Flood im Nachhinein aber für überproduziert. Zu Beginn weigerte er sich, seine Alben mit Titeln zu versehen, woraufhin Fans und Presse die ersten drei Alben mit den inoffiziellen Namensgebungen Car, Scratch und Melt voneinander unterschieden. Sein viertes Album, das in England erneut nur mit dem Namen des Künstlers versehen war, wurde in den USA unter dem Titel Security veröffentlicht.
Für sein zweites, 1978 erschienenes Album Peter Gabriel (Scratch) arbeitete Gabriel mit dem King-Crimson-Gitarristen Robert Fripp als Produzent zusammen. Es war wesentlich düsterer und experimenteller als sein Vorgänger und enthielt einige ausgefeilte Kompositionen, jedoch keinen Hit. Den Song Exposure schrieb Gabriel zusammen mit Robert Fripp. 1979 nahmen die beiden dann für Fripps Album Exposure den Song Here Comes the Flood in einer neuen Version auf. Spätere Versionen des Stückes, zu finden etwa auf der deutschen Ausgabe der Maxisingle Biko (als Jetzt kommt die Flut, 1980), auf der Kompilation Shaking the Tree: Sixteen Golden Greats (1990) und auf der Live-DVD Growing Up Live von 2003, folgen dieser sparsamer instrumentierten Version.
Die Tour of Life von Kate Bush startete am 2. April 1979. Nach dem ersten Konzert kam bei einem tragischen Unfall der Lichtdirektor Bill Duffield ums Leben. Für ihn gab es im Hammersmith Odeon am 12. Mai 1979 ein Gedenkkonzert mit Peter Gabriel und Steve Harley, für die Duffield auch gearbeitet hatte. Bei diesem Konzert sang Kate Bush unter anderem das einzige Mal I Don’t Remember gemeinsam mit Peter Gabriel.

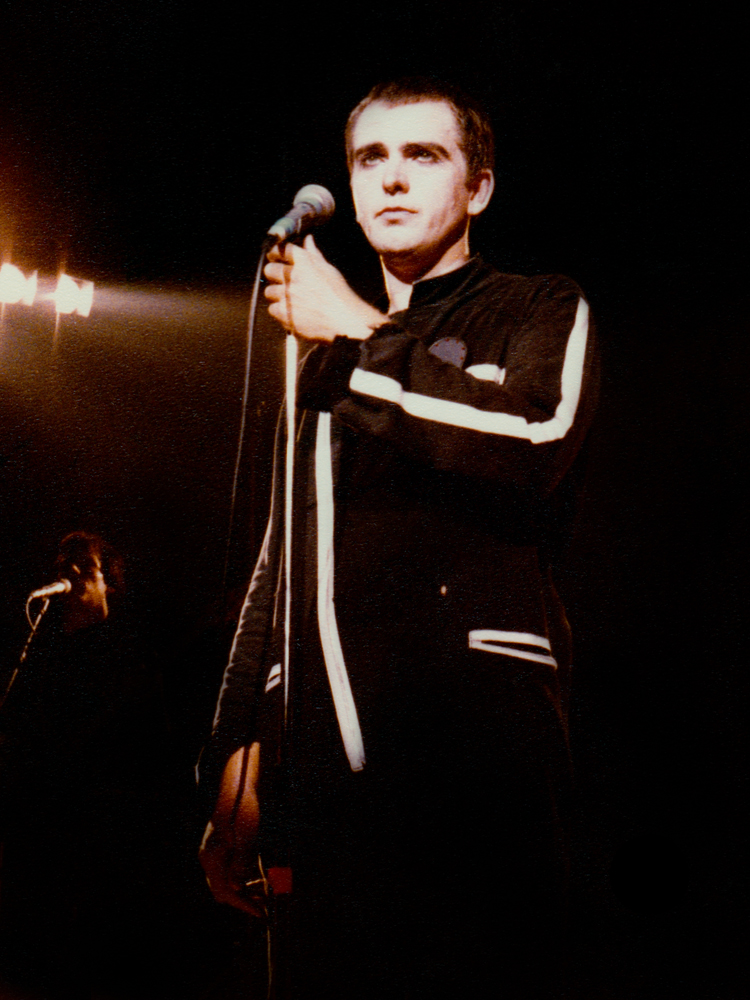
Tour of China, 1980

Das 1980 veröffentlichte dritte Album enthält die Hitsingles Games Without Frontiers (Spiel ohne Grenzen) und Biko. Auffällig an dem Album ist die gewagte Produktion, bei der viele ungewöhnliche und bahnbrechende Aufnahmemethoden und Effekte eingesetzt wurden. So wurde hier zum ersten Mal der in der Folge in den 80ern beliebte Gated-Reverb-Schlagzeugsound eingesetzt, der seine Wirkung aus einem mächtigen Hall mit abrupt abreißender Hallfahne bezieht. Auf Gabriels Wunsch hin benutzten die Schlagzeuger auf diesem Album keinerlei Becken; Phil Collins spielte bei dem Song Intruder ein einfaches Pattern, das Gabriel und seinem Toningenieur Hugh Padgham genug Raum für Klangexperimente ließ, die zu besagtem Effekt führten. Später wurde dieser Drumsound durch Collins’ Hitsingle In the Air Tonight weltberühmt. Darüber hinaus war „Melt“, wie das Album in Anspielung auf die Covergrafik (Gabriels zerfließendes Gesicht) auch genannt wird, der erste offiziell veröffentlichte Tonträger überhaupt, auf dem mit dem Fairlight CMI ein Sampler zu hören ist.
Für sein drittes Album bot Gabriel verschiedenen nationalen Töchtern seiner Plattenfirma an, das Album auch in der jeweiligen Landessprache auf den Markt zu bringen. Doch nur die deutsche zeigte sich interessiert. Wegen des unterschiedlichen Sprachrhythmus wurde Text und Musik für die deutsche Version neu aufgenommen, es kam unter Ein deutsches Album heraus. Die deutschen Texte steuerte Horst Königstein bei, der unter anderem auch Liedtexte für Udo Lindenberg schrieb.
In beschwerlichen und zeitweise ergebnislosen Aufnahmesessions auf seinem ländlichen Anwesen in England entstand zwischen 1981 und 1982 Gabriels vierte Veröffentlichung, bei der er selbst neben David Lord Koproduzent war. Einen Monat nach der Veröffentlichung des Albums im Vereinigten Königreich wurde die Entstehung des Albums in einer Folge der South Bank Show gezeigt. Auf diesem Album, das in den USA unter dem Namen Security veröffentlicht wurde, setzte Gabriel den Fairlight in weit stärkerem Maße ein als auf der vorherigen Produktion. Das Album war sein erstes voll digital aufgenommenes Album, was zum damaligen Zeitpunkt noch kein sehr verbreitetes Verfahren war. Er verwendete eine Vielzahl von gesampelten Klängen mit Percussion-Elementen aus nicht-westlichen Kulturkreisen und anderen unüblichen Instrumenten, um eine umfassend neue Klangwelt zu erschaffen. Trotz des eigenartigen Sounds, der ungewöhnlichen Instrumente und der zumeist düsteren Texte verkaufte sich das Album gut und enthielt mit Shock the Monkey auch einen Hit, zu dem ein für die damalige Zeit in puncto Aufnahmetechnik bahnbrechendes Video gedreht wurde. Auch von diesem Album erschien eine Version in deutscher Sprache mit dem Namen Deutsches Album.
Zu jedem der vier Alben tourte Gabriel ausgiebig, wobei er die auch schon bei Genesis von ihm optisch aufwendig gestaltete Bühnenshow weiter ausbaute. So verwendete er kunstvolle Requisiten, kombiniert mit ausgefeilten Showeinlagen, bei denen er sich z. B. von Gerüsten aus frei über die Bühne hängen ließ, mit Hilfe von Spiegeln und Fresnel-Linsen optisch verzerrte sowie Kostüme und Make-up trug. Bei den ersten Tourneen nahm Gabriel gelegentlich auch Genesis-Songs in das Programm auf. Für eine Tournee ließ sich die ganze Band kahl rasieren. Während seiner Tour 1982/83, die durch das Livealbum Plays Live dokumentiert wurde, trat Gabriel auch im Vorprogramm von David Bowie auf und musste sich den Vorwurf gefallen lassen, aufgrund seiner komplexen Bühnenshow Bowies Konzerte in den Schatten zu stellen.
1985 erschien Gabriels Soundtrack Birdy zu Alan Parkers Film Birdy nach dem gleichnamigen Roman von William Wharton. Für das atmosphärische, rein instrumentale Werk recycelte der Musiker teilweise Stücke seines dritten und seines vierten Albums. Birdy war seine erste Produktion in Zusammenarbeit mit Daniel Lanois, mit dem er auch im gleichen Jahr anfing an So zu arbeiten.

### 1986–1994: Die großen Erfolge

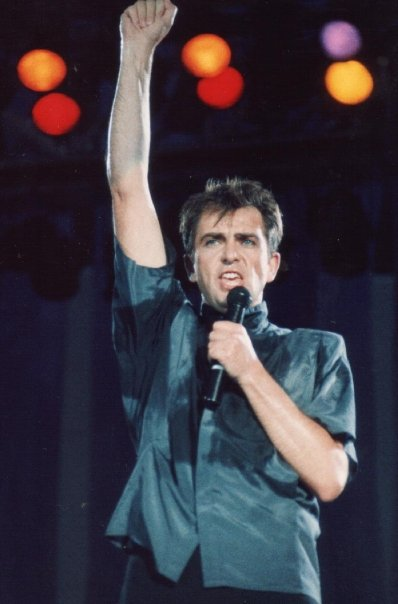
Peter Gabriel am 15. Juni 1986 bei dem Conspiracy of Hope-Konzert in East Rutherford, NJ

Bis dahin von den meisten Kritikern durchaus wohlwollend aufgenommen und mit einigen Hits gesegnet, löste Gabriel die in ihn gesteckten Erwartungen schließlich mehr als ein, als er 1986 mit dem Album So einen Riesenerfolg landete. Das Werk enthielt unter anderem die mit sexuellen Anspielungen gespickte Single-Auskopplung Sledgehammer, mit der er seine Ex-Kollegen von Genesis und deren Hit Invisible Touch vom ersten Platz der US-Charts verdrängte, das satirische Big Time, die im Duett mit Kate Bush eingesungene Ballade Don’t Give Up über Verzweiflung und Hoffnung angesichts von Arbeitslosigkeit, die zur Zeit der Veröffentlichung des Albums So aufgrund des Thatcherismus in Großbritannien auf einem damaligen Höhepunkt war, sowie das Liebeslied In Your Eyes, das später für den Soundtrack des Films Teen Lover verwendet wurde.
Gabriel produzierte das Album So mit dem Kanadier Daniel Lanois, der auch für seine Arbeit mit U2 bekannt ist. Zu Sledgehammer wurde ein sehr aufwendiges Video gedreht, das zahlreiche Preise bei den MTV Video Awards 1987 gewann. Das Video setzte neue Standards in der Musikindustrie, ebenso wie das Video zu Big Time, bei dem völlig neue Animationen und Spezialeffekte verwendet wurden. Im gleichen Zeitraum in dem So entstand, arbeiteten Gabriel und Lanois (inklusive Manu Katché und Tony Levin) auch mit Robbie Robertson an dessen selbstbetiteltem Debütalbum, das im Jahr 1987 erschien. Gabriel trat auf den Stücken Fallen Angel, Broken Arrow und Testimony auf. Lanois spielte auf dem ganzen Album und produzierte. Die This Way Up Tour zu dem Album So im Jahr 1986 und 1987 war seine damals aufwändigste Produktion überhaupt und fiel unter anderem wegen eines neuartigen Lichtdesigns auf. Außerdem war die This Way Up Tour die einzige Tournee, seit das Lied Don’t Give Up Teil des Programms ist, bei der Gabriel keine Gesangspartnerin dabei hatte, sondern beide Rollen des Liedtextes bis auf eine Ausnahme alleine sang. Kate Bush sang das Lied nur einmal gemeinsam mit Peter Gabriel live, als sie am 28. Juni 1987 als Überraschungsgast bei Peter Gabriels Konzert im Rahmen der This Way Up Tour in Earl’s Court, London, auftrat. Ansonsten sang er das Lied bei dieser Tournee alleine, der Beitrag von Kate Bush gab dem Song nach Ansicht von Beobachtern jedoch seine „besondere Magie“ zurück. Das Konzert im Amphitheater des Lykabettus in Athen wurde gefilmt und sowohl gekürzt im Jahr 1990 unter dem Titel PoV (für Point of View) auf VHS-Video veröffentlicht, als auch im Jahr 2013 ungekürzt als Live in Athens 1987 auf DVD und Blu-ray. Ebenfalls unter dem Namen Live in Athens 1987 erschien es 2020 als Audio-Livealbum. Weiterhin schrieb und duettierte Peter Gabriel mit Joni Mitchell My Secret Place, das im Jahr 1988 auf ihrem Album Chalk Mark In A Rain Storm erschien.
Er gründete im Jahr 1989 sein eigenes Label Real World Records, dessen erste Veröffentlichung noch im selben Jahr der Soundtrack mit dem Namen Passion mit zusätzlichem ergänzendem Material anderer Musiker auf dem zweiten Real World-Album Passion – Sources für Martin Scorseses Film Die letzte Versuchung Christi war. Im Zusammenhang damit gründete er auch die Real World Studios, sowohl um künstlerisch unabhängig zu sein (auch in Anbetracht der auch damals schon immer weiter ausufernden Produktionszeiträume seiner Alben) als auch um die Förderung der Weltmusik weiter vorantreiben zu können. Das Video zu dem Album wurde von Stefan Roloff gemacht. Das Werk wird von Kritikern als Höhepunkt in Gabriels Schaffen im Bereich der Weltmusik angesehen und brachte dem Musiker einen Grammy sowie eine Golden-Globe-Nominierung ein. Zudem wird die Musik des Albums im deutschen Fernsehen gern und oft zur Untermalung von TV-Dokus über exotische Schauplätze eingesetzt.
Im Jahr 1992 folgte Gabriels nächstes Studioalbum Us, das ebenfalls mit Daniel Lanois als Koproduzent aufgenommen wurde. Das Album beschäftigt sich mit den persönlichen Problemen Gabriels der letzten Jahre, der Scheidung seiner ersten Ehe und der Distanz zu seiner älteren Tochter Anna. Auch zu Digging in the Dirt wurde ein sehr aufwendiges Video gedreht, das zeigt, wie Gabriel von Würmern zerfressen wird. Das Stück handelt von einem inneren Dämonen, der sich Bahn zu brechen sucht. Wieder einmal wurden mit diesem Video neue Maßstäbe gesetzt. Die Bemühungen, sich seiner Tochter wieder anzunähern, hat Gabriel in dem Stück Come Talk to Me verarbeitet, bei dem Sinéad O’Connor singend mitwirkte.
Us konnte nicht ganz an den gewaltigen Erfolg von So anknüpfen, dennoch ging Gabriel mit einer mit Hilfe von dem Atelier Markgraph mit Sitz in Frankfurt am Main und dem in Québec ansässigen Regisseur Robert Lepage gestalteten ausgefeilten Bühnenshow unter dem Namen Secret World Tour auf Welttournee, die auf einer eckigen und einer runden Bühne aufgeführt wurde. Beide Bühnen waren durch einen Rollsteig mit Förderband verbunden, welcher unter anderem mit einem Floß befahren wurde. Ausgefallene Requisiten waren außerdem die rote britische Telefonzelle bei Come Talk to Me, ein echter lebendiger Baum, der während Shaking the Tree und Blood of Eden auf der runden Bühne stand oder die am Kopf von Gabriel befestigte Gesichtskamera während Digging in the Dirt, mit der er ein nach seinem eigenen modelliertes Gesicht freilegen konnte, also effektiv den Videoclip nachstellen konnte. Ein Konzertmitschnitt wurde 1994 als Konzertfilm Secret World Live auf VHS und unter dem gleichen Titel Secret World Live als Audio-Album auf CD, 2003 auch auf DVD und 2012 als Blu-Ray veröffentlicht. Ausschnitte unerschienen zusätzlich mit zusätzlichen Titeln als EP unter dem Namen SW Live EP.
Am 21. Dezember 1993 veröffentlichte Gabriel auch die multimediale CD-ROM Xplora1 für Windows, Mac OS und CD-i, die jedoch auf modernen Versionen dieser Betriebssysteme nicht mehr benutzt werden kann.

### Seit 1995:Up, die Millennium Show und andere diverse Projekte
1996 wurde die CD-ROM EVE produziert und im folgenden Jahr veröffentlicht. Vier Musikstücke von Peter Gabriel markieren die vier Ebenen des Spiels: Mud, The Garden, Profit, Art and Nature. Durch die Kollaboration mit visuellen Künstlern und Fachleuten verschiedener Wissensbereiche ist ein multimediales Spiel entstanden, das auf modernen Computersystemen noch läuft. Weiterhin duettierte Gabriel im selben Jahr mit Paula Cole auf Hush, Hush, Hush, das auf ihrem Album This Fire erschien.
Für die Millennium Dome Show, die im Jahr 2000 in London aufgeführt wurde, entwickelte Gabriel die musikalische Untermalung mit dem Titel OVO. Die Story basierte auf dem Comic The Story of OVO, das in einem CD-Booklet-Format als Beilage zu der CD-Edition OVO The Millennium Show des Soundtrack-Albums OVO veröffentlicht wurde.
2002 erschien sein Soundtrack Long Walk Home: Music from the Rabbit-Proof Fence für den australischen Film Rabbit-Proof Fence (dt. Fernsehtitel: Der lange Weg nach Hause). Auch für diese Filmmusik gab es eine Golden-Globe-Nominierung.
Zehn Jahre nach Us erschien im September 2002 sein damals längstes Studioalbum Up, das von Gabriel größtenteils selbst produziert wurde und klanglich an den eher unkommerziellen düsteren Sound der ersten Gabriel-Alben aus den 1970er und 1980er Jahren erinnert. Es zeigt auch Gabriels kompositorischen Freiraum im Arrangement der Stücke, die bis auf die Pianoballade The Drop nicht kürzer als sechs Minuten sind. Die meisten Stücke sind nicht linear konzipiert und durchlaufen musikalisch wie thematisch sehr dynamische Parts. Auch zu diesem Album entwickelte Gabriel erneut ein Live-Konzept für eine Tournee, bei der diesmal eine bewegliche Rundbühne eingesetzt wurde. So bewegte sich Gabriel in einem durchsichtigen, aufblasbaren Ball über die Bühne (Growing Up), fuhr Fahrrad (Solsbury Hill) trug eine mit Lampen bestückte Jacke (Sledgehammer) oder lief mit seiner Tochter Melanie zusammen kopfüber an der Deckenkonstruktion der Bühne entlang (Downside-Up). Zu dem Titel The Barry Williams Show wurde eine Talkshow inszeniert, die mit echt wirkenden Bildfehlern auch auf der Growing Up Live-DVD (und später Bluray) von 2003 zu sehen ist. Zu dieser Tournee wurde 2019 das Audio-Live-Album Growing Up Live veröffentlicht. Eine weitere DVD unter dem Titel Still Growing Up: Live & Unwrapped (2005) zeigt ein ähnliches Konzert mit abgespeckter Bühnenshow. Zu seiner Liveband gehörte auch seine Tochter Melanie als Sängerin.

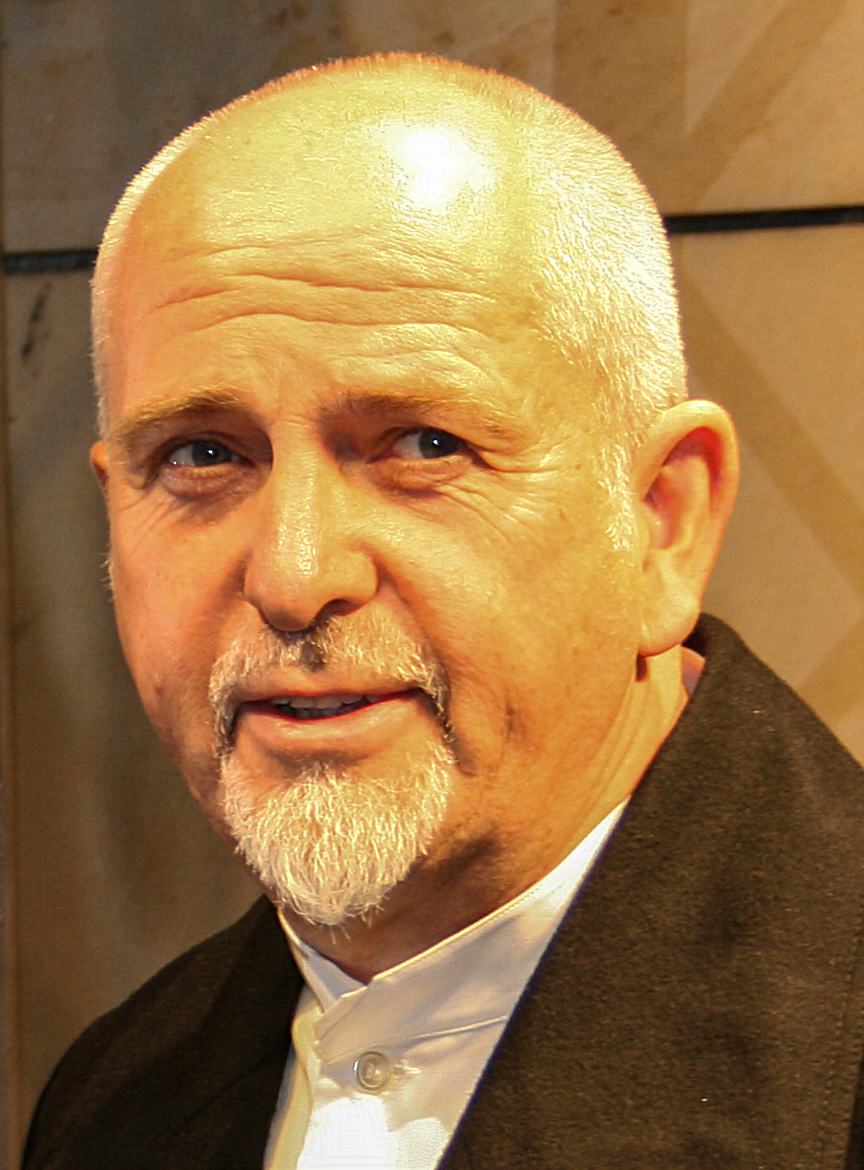
Peter Gabriel bei der Quadriga-Verleihung, 2008

Seit 2003 arbeitet Gabriel mit den Spielentwicklern Cyan Worlds und Ubisoft zusammen, für deren Spiele er die Begleitmusik beiträgt. Das Spiel Uru: Ages Beyond Myst von 2003 beinhaltet in mehreren Abschnitten den Song Burn You Up, Burn You Down. Das Stück war ursprünglich auf einer Promo-CD von Up enthalten, wurde aber für die endgültige Veröffentlichung des Albums gestrichen. Beim Spiel ist es in einem Remix mit den Blind Boys of Alabama enthalten, die auch auf dem Song Sky Blue von Up zu hören waren. Für das 2004 erschienene Myst IV – Revelation steuerte Gabriel eine Neuaufnahme des Songs Curtains bei und übernahm eine kleine Sprecherrolle.
Für die Fußball-Weltmeisterschaft 2006 in Deutschland sollte Peter Gabriel unter der Gesamtleitung von André Heller die Eröffnungszeremonie beim ersten Spiel in München musikalisch organisieren und leiten. Als er dafür bereits Songs schrieb, wurde das Projekt von der FIFA wegen fehlenden Interesses und finanzieller Erwägungen gestrichen.
Am 10. Februar 2006 wirkte er hingegen bei der Eröffnung der Olympischen Winterspiele in Turin mit. Nach Ankündigung durch Yoko Ono, die Witwe John Lennons, sang er dessen Song und Friedensappell Imagine.
Im Sommer 2007 ging Gabriel, ohne ein neues Album veröffentlicht zu haben, wieder auf Tournee. Im Zuge der The Warm Up Tour Summer 07 wollte er vermehrt Live-Raritäten in die Setlist aufnehmen und rief die auf seiner Homepage registrierten Fans dazu auf, aus einer Liste selten gespielter Lieder ihre Top 10 aufzustellen. Ein Tour-Tagebuch auf seiner Homepage, das die aktuellen Tourvorbereitungen dokumentierte, gab Einblicke in die mögliche Songauswahl während der Tour. Die Live-Band unterschied sich nicht wesentlich von der Tournee 2002–2004. Lediglich die Keyboarderin Rachel Z, die aus Termingründen die Tour nicht begleiten konnte, wurde durch die Schottin Angie Pollock ersetzt.
Im Abspann des Animationsfilms WALL·E – Der Letzte räumt die Erde auf (Pixar Animation Studios, 2008) ist der Song Down to Earth zu hören, für den Gabriel 2009 in der Rubrik Grammy Award for Best Song Written for Visual Media seinen sechsten Grammy sowie eine Oscarnominierung erhielt.
Im Juni 2008 veröffentlichte er das Kompilations-Album mit dem Namen Big Blue Ball, das mit vielen internationalen Musikern in den Sommern der Jahre 1991, 1992 und 1995 in den Real World Studios aufgenommen wurde und über einen Zeitraum von mehr als 18 Jahren produziert wurde.
2009 absolvierte Gabriel eine Tour durch Lateinamerika und veröffentlichte 2010 sein Projekt Scratch My Back. Das Album enthält orchestral eingespielte Coverversionen bekannter und weniger bekannter Musiker/Bands. Die Fortsetzung mit den Coverversionen seines Materials von anderen Künstlern (wenn auch aus verschiedenen Gründen nur zum Teil von den originalen Künstlern) And I’ll Scratch Yours erschien schließlich 2013.
Am 7. Oktober 2011 erfolgte die Veröffentlichung des Werks New Blood, das als Fortführung von Scratch My Back bezeichnet werden kann, allerdings mit dem Unterschied, dass es sich um Neuinterpretationen eigener Songs handelt. Zeitgleich erschien eine DVD und Blu-ray mit dem Titel New Blood: Live in London. In ausgewählten Kinos mit digitaler 3D-Projektion kam es Ende August und im September zu Aufführungen des Konzertfilms New Blood in 3D.

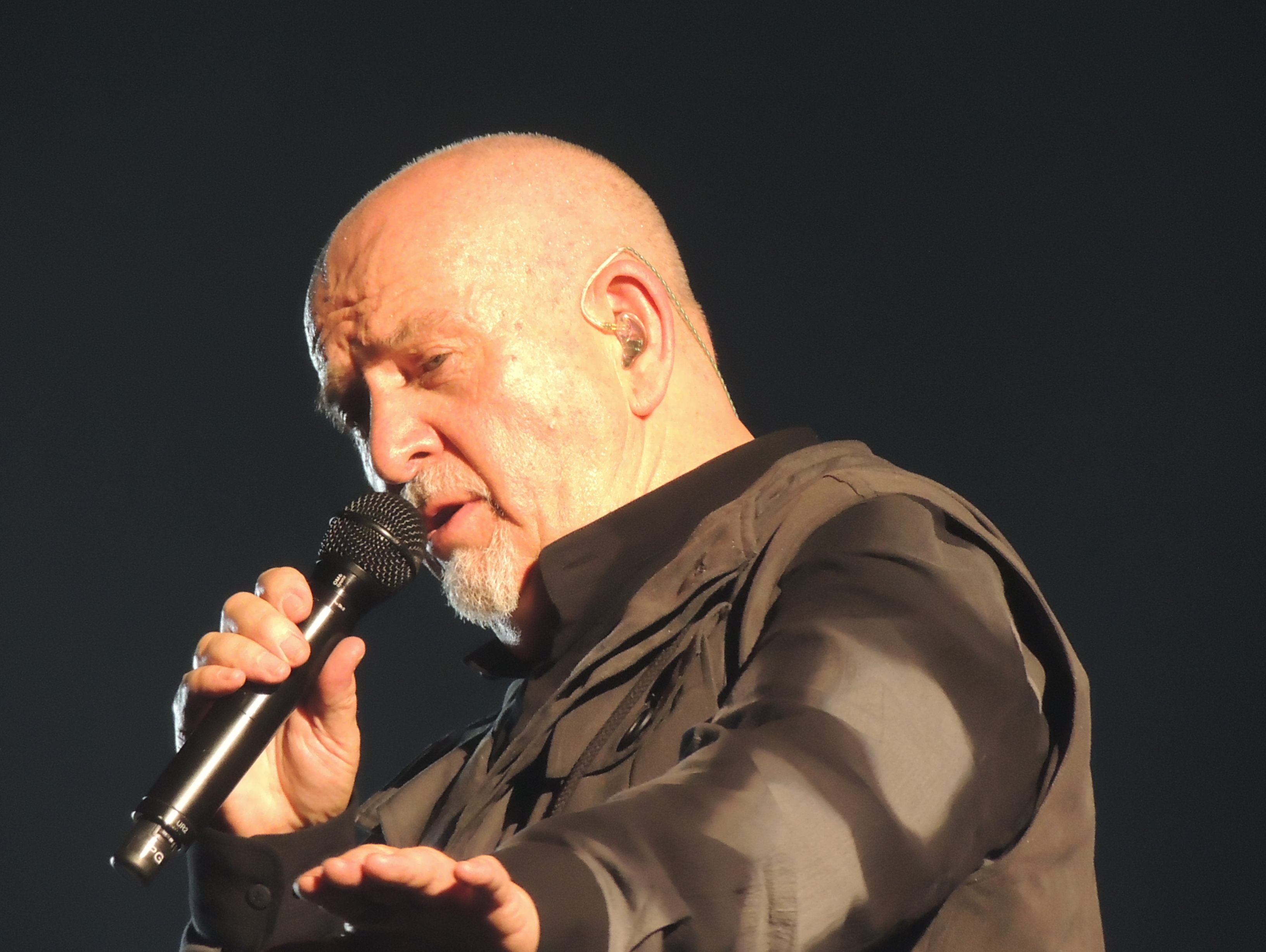
Peter Gabriel bei der Back to Front Tour am 29. April 2014 in Frankfurt am Main

Während seiner Back to Front Tour, die ihn im September/Oktober 2012 durch Nordamerika führte, nahm sich Gabriel eine Auszeit. Dem amerikanischen Musikmagazin Rolling Stone sagte er, er wolle „ein Sabbatjahr mit seiner Familie“ nehmen. Am 29. September 2013 fand das erste Konzert der europäischen Back to Front Tour im Herning, Dänemark statt, das letzte Konzert am 10. Dezember 2014 in Dublin, Irland. 2014 wurde das Live-Album Back to Front: Live in London veröffentlicht.
2014 – 2016 spielte sich Gabriel in der britischen Musik-Mockumentary-Fernsehserie Brian Pern: The Life of Rock with Brian Pern selbst in einer obskuren Rolle, die große Teile der Biographien Gabriels und Genesis' parodiert.
Im Sommer 2016 bestritt Gabriel gemeinsam mit Sting die Rock Paper Scissors Tour. 21 Termine führten die beiden Briten durch Nordamerika. Am 9. September 2016 wurde die Single The Veil veröffentlicht, die Peter Gabriel zusammen mit Oliver Stone für den Film Snowden erarbeitete, die außerdem auch auf dem Kompilationsalbum Flotsam And Jetsam erschienen ist.

### Seit 2022:i/oundo/i

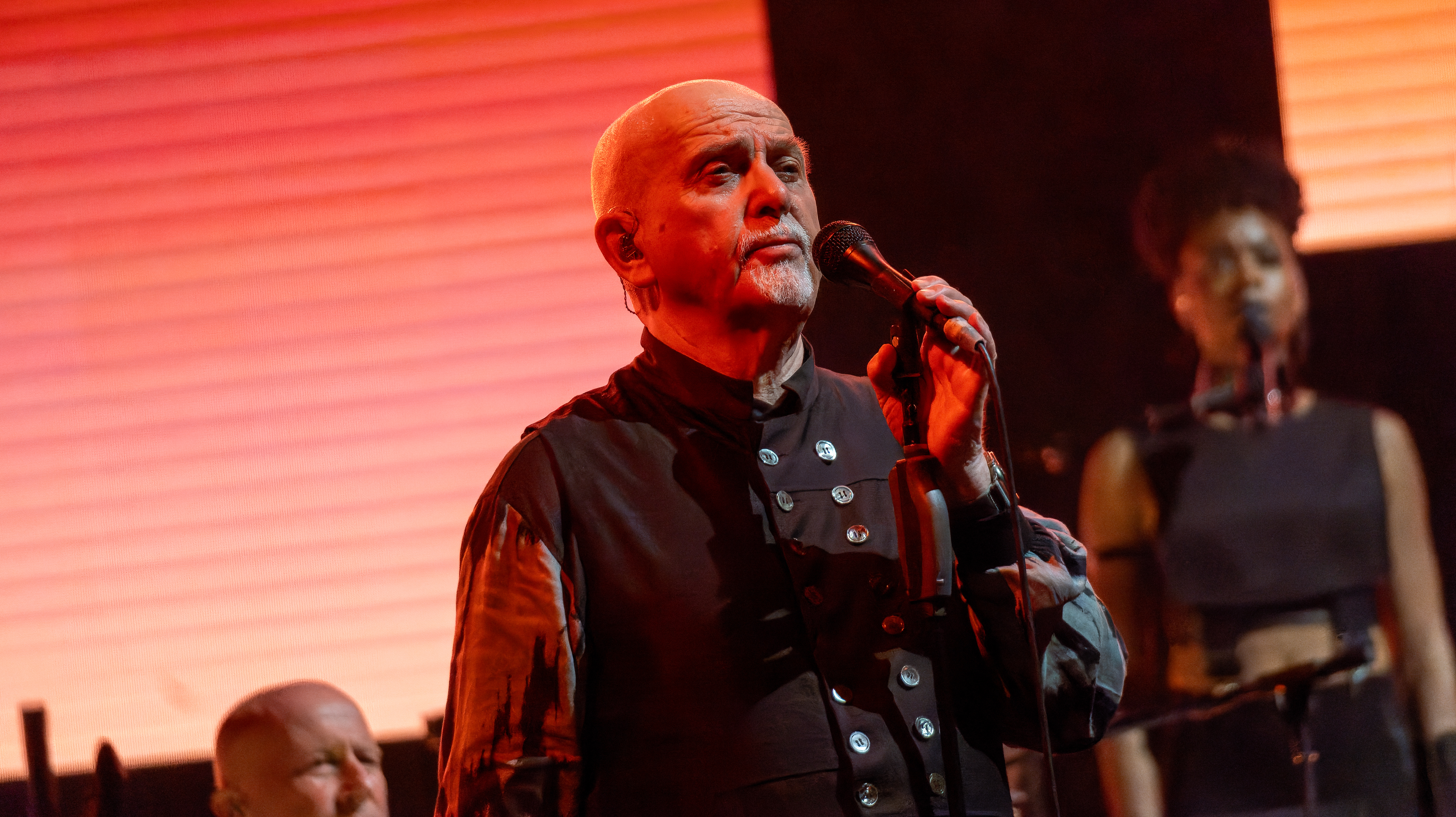
Peter Gabriel bei der i/o The Tour am 19. Juni 2023 in London

Peter Gabriel trat auf dem am 6. Mai 2022 veröffentlichten Album WE von Arcade Fire im Stück Unconditional II (Race and Religion) als Gastmusiker auf, nachdem er im Jahr 2010 deren Stück My Body Is A Cage auf Scratch My Back orchestral interpretiert hatte. Zum November-Vollmond 2022 wurde die i/o The Tour in Europa und in Nordamerika angekündigt. Die 22 Shows der Tour in Europa begannen am 18. Mai 2023 mit dem Konzert in Krakau, Polen, gefolgt von weiteren Auftritten in Italien, Frankreich, Deutschland, Dänemark, Schweden, Norwegen, den Niederlanden, Belgien, der Schweiz und Großbritannien, bevor sie am 25. Juni 2023 in Dublin, Irland endeten. Dabei handelte es sich um die ersten Konzerte außerhalb von Nordamerika seit 2014. Im Spätsommer und Herbst folgten weitere Veranstaltungen in Nordamerika. Bei den Konzerten wurde Gabriel unter anderem von seinen regelmäßigen Bandkollegen Tony Levin, David Rhodes und Manu Katché begleitet. Auf der i/o The Tour spielte Gabriel neues Material aus seinem kommenden Album i/o und weiteres Material aus seinem Repertoire. Gespielt wurden außerdem Hits, Fan-Favoriten und Überraschungen. Die Ankündigung seines zehnten Albums i/o folgte am folgenden Dezember-Vollmond.
Gabriel kündigte am 6. Januar 2023 an, dass er zu jedem Vollmond eine neue Single aus dem Album i/o veröffentlichen würde und dass er dieses Veröffentlichungsformat so lange fortsetzen würde, wie er genug Ausdauer hat, um durchzuhalten. Zum November-Vollmond 2023 wurde das nochmal von ihm so bestätigt. Er veröffentlichte jeweils alternative Mixe zu jedem einzelnen Titel des Albums, um den jeweiligen Abmischtechniker hervorzuheben. Diese erschienen an den jeweiligen Neumonden des Jahres. Gabriel sagte: „Anstatt nur einen ihrer Mixe zur Veröffentlichung auszuwählen, habe ich beschlossen, dass die Leute in der Lage sein sollten, all die großartige Arbeit zu hören, die sie beide leisten.“ Neben dem Dark Side Mix (gemixt von Tchad Blake) gibt es jeweils den Bright-Side Mix (gemixt von Mark „Spike“ Stent) und den Dolby Atmos In-Side Mix (von Hans-Martin Buff).
Am 13. Oktober 2023 veröffentlichte das britische Mojo-Magazin neue Infos zu dem kommenden Album i/o von Peter Gabriel. Dieses wurde für Dezember 2023 als „echtes“ physisches Album mit 12 Titeln auf Tonträgern angekündigt. Die Art der physischen Formate war zu diesem Zeitpunkt noch nicht bekannt. Bis zu dem Veröffentlichkeitszeitpunkt des Albums standen alle zwölf Titel des Albums auch bereits in digitaler Form als Einzelveröffentlichung zur Verfügung. Außerdem sagte Gabriel, dass er nach den Konzerten der i/o The Tour im Jahr 2023 zunächst für „6 Monate ein Familienmensch sein wird“, bevor er sich dann wieder der Musik widmen wird. Er sagte: „Da ist noch mehr Musik im Köcher und ich werde dies wahrscheinlich zu anderen Vollmonden veröffentlichen“. Ob es 2024 noch weitere Konzerte der i/o-Tour geben würde, wurde zu diesem Zeitpunkt noch nicht bekannt gegeben.
Am 18. Oktober 2023 wurde von petergabriel.com per Newsletter der 1. Dezember 2023 als Veröffentlichungsdatum für das Album i/o bekannt gegeben. Alle drei Mix-Varianten wurden an diesem Tag auf physischen Tonträgern veröffentlicht. Das Album erschien jeweils als Doppel-LP als Bright-Side und als Dark-Side Mix, als Doppel-CD mit beiden Mixen sowie mit einer zusätzlichen Blu-ray-Audio mit dem Dolby Atmos In-Side Mix und 96 kHz/24-bit High-Resolution Stereo Mixen. Am 8. März 2024 soll ein Boxset erscheinen, das die Doppel-CD, die Audio Blu-ray und die beiden Vinylversionen enthält. Dazu gehört außerdem ein gebundenes Buch mit erweiterten Liner Notes und ein Poster.
In einem am 2. Dezember 2023 im Spiegel veröffentlichten Interview sagte Gabriel, dass er für das nächste Album keine zwanzig Jahre brauchen würde und aktuell zwei verschiedene „Gerichte“ im Ofen hätte. Er bevorzugt weiterhin das Album-Format gegenüber einzelnen Songs oder sogar nur Teilen davon. Den Inhalt von i/o sieht er als Folge einer Lebenshaltung als realistischer Optimist. Die Veröffentlichung der Songs von i/o zu den ersten 12 Vollmonden des Jahres 2023 begründet er damit, dass die Menschen wegen der Technologie vergessen haben woher sie kommen. Er bevorzugt eine Fusion aus Natur und technischem Fortschritt. Am 8. März 2024 erschien Digging in the Dirt in einer Coverversion von Sheryl Crow, in der Peter Gabriel mitsingt. Der Song entstand als letzter im Rahmen der Arbeiten an dem Album Evolution von Sheryl Crow vom 29. März 2024. In einem Facebook-Reel erklärte Sheryl Crow, dass der Song an Peter Gabriel geschickt wurde und dieser den Song dann mit zusätzlichem Gesang zurückschickte. o/i, der Nachfolger von i/o, war Anfang 2025 weiterhin im Entstehungsprozess. Im Rahmen eines Mojo-Genesis-Specials verriet Peter Gabriel, dass er am Nachfolger von i/o arbeitet und dieser o/i heißen soll. Der Titel What Lies Ahead soll Bestandteil des Albums o/i sein.
Am 27. Juni 2025 erschien jedoch überraschend das Livealbum In the Big Room. Dieses basiert auf einem exclusiven Konzert für Mitglieder von Peter Gabriels Full Moon Club am 23. November 2003 in dem Big Room, dem größten Aufnahmeraum der Real World Studios. Das Konzert wurde zuerst beginnend mit dem 24. April 2024 auf Gabriels Bandcamp-Kanal für die Abonnenten stückweise veröffentlicht. Das Livealbum In the Big Room wurde zuerst allgemein zum Download und Streaming veröffentlicht. Eine physische Veröffentlichung zu einem späteren Zeitpunkt wurde jedoch angekündigt.

## Womad, The Elders, Real World und andere Projekte
Gabriels großes Interesse an Weltmusik seit seinem dritten Album ließ ihn das Projekt WOMAD (World of Music, Arts and Dance) ins Leben rufen, bei dem Musik, Kunst und Tanz aus verschiedenen Kulturen aufgeführt werden. Das erste WOMAD-Festival fand im Jahr 1982 in Shepton Mallet, England statt. Bis heute folgten rund 145 Veranstaltungen in 22 verschiedenen Ländern.
Im Jahr 1989 gründete Gabriel die mit seinem gleichnamigen Weltmusik-Plattenlabel Real World Records verbundenen Real World Studios, um die Musik von in der westlichen Musik unbekannten Künstlern aus fremden Kulturen in die Musik der westlichen Kultur zu integrieren. Die Studios befinden sich in einer alten Mühle in dem Dorf Box in der Grafschaft Wiltshire und dienen Musikern aus aller Welt als Sprungbrett, um ihre Musik in Gebiete und Kulturen zu bringen, die sie selber nicht erschließen können, speziell in die Vereinigten Staaten, in denen Musik aus Afrika, Asien und Lateinamerika selten über die gängigen Sender verbreitet wird. Bekannt geworden sind dadurch Musiker wie Yungchen Lhamo, Nusrat Fateh Ali Khan und Youssou N’Dour.
1999 begann Peter Gabriel ein Gespräch mit dem Unternehmer Richard Branson über die Notwendigkeit einer neuen Versammlung von Weltführern für unser zunehmend vernetztes globales Dorf. Sie brachten die Idee für eine solche Gruppe, die sie „The Elders“ nannten, zu dem Mann, der die von ihnen gesuchten Führungsqualitäten verkörperte – Nelson Mandela. 2007 gründete Mandela zusammen mit Desmond Tutu und anderen weltweit bekannten ehemaligen Amtsträgern die Gruppe The Elders, in der rund zehn ältere, angesehene Personen aus verschiedenen Kontinenten vertreten sind. Deren Ziel ist es, die Erfahrung, die Beziehungen und den öffentlichen Einfluss der Mitglieder zur Lösung globaler Probleme einzusetzen. Mandelas Ziel für die Elders war es, ihre „fast 1.000-jährige kollektive Erfahrung“ zu nutzen, um Lösungen für scheinbar unüberwindbare Probleme wie Klimawandel, HIV/AIDS und Armut zu erarbeiten und „ihre politische Unabhängigkeit zu nutzen, um zur Lösung einiger der hartnäckigsten Konflikte der Welt beizutragen“. Tutu war der erste Vorsitzender der Elders und wurde nach dem Ende seiner Amtszeit 2013 zum Ehrenmitglied ernannt. Mandela war ebenfalls Ehrenmitglied der Elders. Peter Gabriel nennt Nelson Mandela und Desmond Tutu und The Elders in dem Liedtext des Liedes Live and Let Live, das 2023 auf dem Album i/o erschien als Vorbilder dafür. Das Lied hat Vergebung zum zentralen Thema. Gabriel beruft sich dabei auf die genannten Personen und ihre Ideen und Aussagen in diesem Zusammenhang. Gabriel betont, dass Vergebung ein effektiver Weg ist, sich von emotionalen Lasten zu befreien und Frieden zu finden.
Gabriel war auch einer der Gründer der On Demand Distribution (OD2), dem ersten Online-Download-Portal für Musik. Diese Technologie wurde später von der finnischen Firma Nokia aufgekauft und wird heute noch von MSN (Microsoft Network) in England verwendet.
Im Jahr 2005 wurden Peter Gabriel und der Rundfunkunternehmer David Engelke Mehrheitsaktionäre des britischen Herstellers von Audiomischpulten Solid State Logic (SSL), die auch nach seinen Vorgaben Pulte für die Real World Studios gebaut haben. Im Jahr 2017 wurde Solid State Logic von der Audiotonix-Gruppe übernommen, und Gabriel wurde im Anschluss an diese Transaktion zu einem der Hauptinvestoren der Gruppe.
Mit der am 23. Januar 2025 gestarteten Plattform 50:50 will Gabriel an den Peter Gabriel / Stability AI #DiffuseTogether Wettbewerb anschließen, der im April 2023 zusammen mit der Veröffentlichung der Lieder des Albums i/o begann, anschließen. Damit will er weitere Zusammenarbeiten zwischen ihm als Musikautor und den Menschen schaffen, die Musikvideos mit der Hilfe von künstlicher Intelligenz schaffen und eine fairere Aufteilung der Aufmerksamkeit und der Einnahmen erreichen.

## Amnesty, Menschenrechte, Benefizaktionen
Gabriel trat stetig für die Achtung und Verbreitung der Menschenrechte ein.
Von 1986 bis 1998 traten Gabriel und andere Künstler zur Unterstützung von Amnesty International bei zahlreichen Benefizkonzerten auf. Die zweiwöchige A Conspiracy of Hope US-Tour gipfelte in New Jerseys Giants Stadium am 15. Juni 1986 in einem von MTV live übertragenen Konzert. Anlass war das 25-jährige Jubiläum der Gründung von Amnesty International gewesen. Im September und Oktober 1988 folgte die Tournee Human Rights Now!, die Gabriel im Team mit Bruce Springsteen, Sting, Tracy Chapman und Youssou N’Dour um die ganze Welt führte, mit 20 Konzerten unter anderem in Simbabwe und an der Elfenbeinküste. Ein abschließendes Großereignis im Rahmen der Amnesty International Menschenrechtskonzerte fand am 10. Dezember 1998 in Paris-Bercy statt. Von allen drei Konzerttourneen liegen Live-Mitschnitte in veröffentlichter Form vor.
Zur Unterstützung der 1980 von den Vereinten Nationen begründeten University of Peace in Costa Rica organisierte Gabriel zwei aufsehenerregende Konzerte mit Staraufgebot in Tokios Meiji Jingu Baseball-Stadium, an denen am 20. und 21. Dezember 1986 unter anderem Howard Jones, Youssou N’Dour und Lou Reed teilnahmen. Sie liefen, der griechischen Friedensgöttin zu Ehren, unter dem Namen Japan Aid: Hurricane Irene, und wurden von verschiedenen TV-Stationen übertragen.
1991 begründete er gemeinsam mit Michael Posner, dem damaligen leitenden Direktor des Lawyers Committee for Human Rights, und mit Anschubfinanzierung der Reebok Stiftung, die Menschenrechtsorganisation Witness, die ab 1992 zur Dokumentation von Menschenrechtsverletzungen weltweit Aktivisten mit Kameras auszurüsten begann, so dass Filme und Fotos als Beweismittel vor Gericht verwendet werden können.
Mehr als dreißig Jahre nach seinem Mitwirken auf dessen Album Mona Bone Jakon trat Gabriel 2003 mit Cat Stevens beim Nelson-Mandela-Benefiz-Konzert „46664“ in Johannesburg auf. Die beiden Musiker spielten zusammen den Cat-Stevens-Hit Wild World.

## Begleitmusiker und Mitwirkende
Auch wenn der zeitliche Abstand von Gabriels Veröffentlichungen immer größer geworden ist, ist seine Crew von Musikern und Technikern in den letzten Jahren relativ konstant geblieben.
Der Bassist Tony Levin gehört seit 1976 zur festen Live- und Studiobesetzung, der Gitarrist David Rhodes ist seit 1979 auf jedem Album und seit 1983 auf jeder Tournee zu hören. Gabriel ist bekannt für die Auswahl herausragender Musiker wie L. Shankar, Youssou N’Dour, Tracy Chapman, Larry Fast, Manu Katché, Papa Wemba und Stewart Copeland sowie professioneller Produzenten wie Bob Ezrin, Robert Fripp, Steve Lillywhite, Daniel Lanois und Brian Eno.
Über die Jahre hinweg hat Gabriel mehrfach mit der Sängerin Kate Bush zusammengearbeitet. Bei einem Kate-Bush-Fernsehspecial von 1979 sangen die beiden im Duett ein Cover von Roy Harpers Another Day. Anschließend wirkte Bush 1980 bei den Gabriel-Stücken Games Without Frontiers und No Self Control als Backgroundsängerin mit. 1986 kam es mit Don’t Give Up zu einem weiteren Duett, das aus mehreren Gründen die erfolgreichste ihrer Kollaborationen ist.
Für den Soundtrack von Schweinchen Babe in der großen Stadt trat Gabriel ausnahmsweise nicht als Komponist, sondern nur als Sänger des Titels That’ll Do von Randy Newman in Erscheinung. 1998 traten Gabriel und Newman bei den Academy Awards auf.
Seit 2010 arbeitet Gabriel mit dem Komponisten John Metcalfe, einem früheren Mitglied von The Durutti Column, zusammen. Metcalfe übernahm die Orchester-Arrangements für Gabriels Alben Scratch My Back, New Blood und i/o.

## Mögliche Genesis-Reunion
Ab 2004 gab es regelmäßig Gerüchte über eine Genesis-Reunion in Fünferbesetzung. 2005 und 2006 traf sich Gabriel mit den Genesis-Mitgliedern Collins, Banks und Rutherford, um eine mögliche Reunion-Tournee mit gemeinsamer Wiederaufführung von The Lamb Lies Down On Broadway zu besprechen. Aus Zeitgründen lehnte Gabriel jedoch ab und Genesis entschied sich, ohne ihn auf Tour zu gehen. Von der britischen Tageszeitung The Daily Telegraph im Juni 2008 auf eine mögliche Wiedervereinigung angesprochen, sagte Gabriel: „Das ist wie mit den eigenen Kindern. Egal, wie weit man sich voneinander weg entwickelt, man liebt sie weiter“, mit einem augenzwinkernden „… an einem guten Tag!“ Eine kurze gemeinsame Performance anlässlich der Aufnahme von Genesis in die Rock and Roll Hall of Fame im März 2010 schloss er gegenüber dem Rolling Stone trotzdem aus: „Soweit ich weiß, werde ich definitiv nicht singen. Bei unserer letzten Reunion habe ich gelernt, dass man da nicht einfach so hingehen kann. Man muss vorher proben.“
Die klassische Genesis-Besetzung ist zuletzt 1982 aufgetreten. Damals waren die ehemaligen Bandkollegen Gabriel zu Hilfe geeilt, der sich aufgrund des WOMAD-Projekts in einer finanziell misslichen Lage befand. Zuletzt wurde für ein Genesis-Hits-Album eine neue Version des Songs The Carpet Crawlers (1999) aufgenommen, auf der auch Gabriel gesungen hat. Für im Nachhinein veröffentlichte Liveversionen von The Lamb Lies Down on Broadway und der Suite Supper’s Ready sang Gabriel einige Stellen neu ein.

## Persönliches
Peter Gabriel war von 1971 bis 1987 in erster Ehe mit Jill Georgina Moore (Tochter von Philip Moore, Baron Moore of Wolvercote) verheiratet. Aus dieser Ehe stammen zwei Töchter (Anna geb. 1974; Melanie geb. 1976). Die jüngere Tochter Melanie Gabriel gehörte als Background-Sängerin zu seiner Liveband der Growing Up Tour, der Still Growing Up Tour und der Warm Up Tour Summer ’07 und war auch als Gast auf allen Alben seit Up dabei. Anna-Marie stellte einen Dokumentarfilm zum ersten Abschnitt der Growing Up Tour im Jahr 2002, der 2004 als DVD mit dem Titel Growing Up on Tour: A Family Portrait – A Film by Anna Gabriel erschienen ist, wie auch den ersten von zwei Konzertfilmen zu der Tournee mit Orchester 2010/11 mit dem Titel Live in Verona – Scratch My Back and Taking The Pulse aus der Arena Di Verona in Verona her.
Mit seiner zweiten Frau Meabh Flynn, die er 2002 heiratete, hat Gabriel zwei Söhne.

## Trivia
Die Entdecker der Spinnenart Ummidia gabrieli (Godwin & Bond, 2021) benannten die Art, in Würdigung seines musikalischen und sozialen Engagements, nach Gabriel.

## Diskografie
Studioalben

| Jahr | Titel Musiklabel                                       | Höchstplatzierung, Gesamtwochen/‑monate, AuszeichnungChartplatzierungen (Jahr, Titel, Musiklabel, Platzierungen, Wochen/Monate, Auszeichnungen, Anmerkungen) | Höchstplatzierung, Gesamtwochen/‑monate, AuszeichnungChartplatzierungen (Jahr, Titel, Musiklabel, Platzierungen, Wochen/Monate, Auszeichnungen, Anmerkungen) | Höchstplatzierung, Gesamtwochen/‑monate, AuszeichnungChartplatzierungen (Jahr, Titel, Musiklabel, Platzierungen, Wochen/Monate, Auszeichnungen, Anmerkungen) | Höchstplatzierung, Gesamtwochen/‑monate, AuszeichnungChartplatzierungen (Jahr, Titel, Musiklabel, Platzierungen, Wochen/Monate, Auszeichnungen, Anmerkungen) | Höchstplatzierung, Gesamtwochen/‑monate, AuszeichnungChartplatzierungen (Jahr, Titel, Musiklabel, Platzierungen, Wochen/Monate, Auszeichnungen, Anmerkungen) | Anmerkungen                                                    | [↑]: gemeinsam behandelt mit vorhergehendem Eintrag; [←]: in beiden Charts platziert |
| Jahr | Titel Musiklabel                                       | DE | AT | CH | UK | US | Anmerkungen                                                    |                                                                                      |
| ---- | ------------------------------------------------------ | --- | --- | --- | --- | --- | -------------------------------------------------------------- | ------------------------------------------------------------------------------------ |
| 1977 | Peter Gabriel 1: Car Charisma Records (Phonogram)      | DE24 Gold · (5½ Mt.)DE | — | — | UK7 Gold · (19 Wo.)UK | US38 Gold · (17 Wo.)US | Erstveröffentlichung: 25. Februar 1977 Verkäufe: + 2.000.000   |                                                                                      |
| 1978 | Peter Gabriel 2: Scratch Charisma Records (Phonogram)  | DE49 (1 Wo.)DE | — | — | UK10 (8 Wo.)UK | US45 (10 Wo.)US | Erstveröffentlichung: 1. Juni 1978 Verkäufe: + 1.000.000       |                                                                                      |
| 1980 | Peter Gabriel 3: Melt Charisma Records (Phonogram)     | DE9 Gold · (21 Wo.)DE | AT10 (3 Mt.)AT | — | UK1 Gold · (18 Wo.)UK | US22 (29 Wo.)US | Erstveröffentlichung: 30. Mai 1980 Verkäufe: + 1.500.000       |                                                                                      |
| 1980 | Ein deutsches Album Charisma Records (Phonogram)       | DE65 (1 Wo.)DE[AT: ↑] | AT10 (3 Mt.)AT | —[UK: ↑][US: ↑] | UK1 Gold · (18 Wo.)UK | US22 (29 Wo.)US | Erstveröffentlichung: 2. Juni 1980                             |                                                                                      |
| 1982 | Peter Gabriel 4: Security Charisma Records (Phonogram) | DE84 (1 Wo.)DE | — | — | UK6 Gold · (16 Wo.)UK | US28 Gold · (31 Wo.)US | Erstveröffentlichung: 6. September 1982 Verkäufe: + 2.500.000  |                                                                                      |
| 1982 | Deutsches Album Charisma Records (Phonogram)[DE: ↑]    | DE84 (1 Wo.)DE | — | —[UK: ↑][US: ↑] | UK6 Gold · (16 Wo.)UK | US28 Gold · (31 Wo.)US | Erstveröffentlichung: 1. November 1982                         |                                                                                      |
| 1986 | So Virgin Records (BMG Ariola)                         | DE2 Platin · (70 Wo.)DE | AT1 (23 Wo.)AT | CH2 Platin · (22 Wo.)CH | UK1 ×3Dreifachplatin · (76 Wo.)UK | US2 ×5Fünffachplatin · (93 Wo.)US | Erstveröffentlichung: 19. Mai 1986 Verkäufe: + 10.000.000      |                                                                                      |
| 1992 | Us Virgin Records (EMI)                                | DE1 Platin · (37 Wo.)DE | AT10 (16 Wo.)AT | CH2 (21 Wo.)CH | UK2 Platin · (29 Wo.)UK | US2 Platin · (53 Wo.)US | Erstveröffentlichung: 27. September 1992 Verkäufe: + 2.372.500 |                                                                                      |
| 2002 | Up Real World Records (EMI)                            | DE4 Gold · (10 Wo.)DE | AT9 (6 Wo.)AT | CH4 Gold · (9 Wo.)CH | UK11 Silber · (5 Wo.)UK | US9 (9 Wo.)US | Erstveröffentlichung: 23. September 2002 Verkäufe: + 280.000   |                                                                                      |
| 2010 | Scratch My Back Real World Records (EMI)               | DE2 (11 Wo.)DE | AT11 (7 Wo.)AT | CH3 (9 Wo.)CH | UK12 (3 Wo.)UK | US26 (5 Wo.)US | Erstveröffentlichung: 12. Februar 2010 Verkäufe: + 35.000      |                                                                                      |
| 2011 | New Blood Real World Records (EMI)                     | DE6 (10 Wo.)DE | AT19 (4 Wo.)AT | CH11 (6 Wo.)CH | UK22 Silber · (4 Wo.)UK | US30 (4 Wo.)US | Erstveröffentlichung: 9. Oktober 2011 Verkäufe: + 60.000       |                                                                                      |
| 2023 | i/o Real World Records (UMG)                           | DE2 (14 Wo.)DE | AT3 (8 Wo.)AT | CH2 (12 Wo.)CH | UK1 (4 Wo.)UK | US99 (1 Wo.)US | Erstveröffentlichung: 1. Dezember 2023                         |                                                                                      |

grau schraffiert: keine Chartdaten aus diesem Jahr verfügbar

## Tourneen

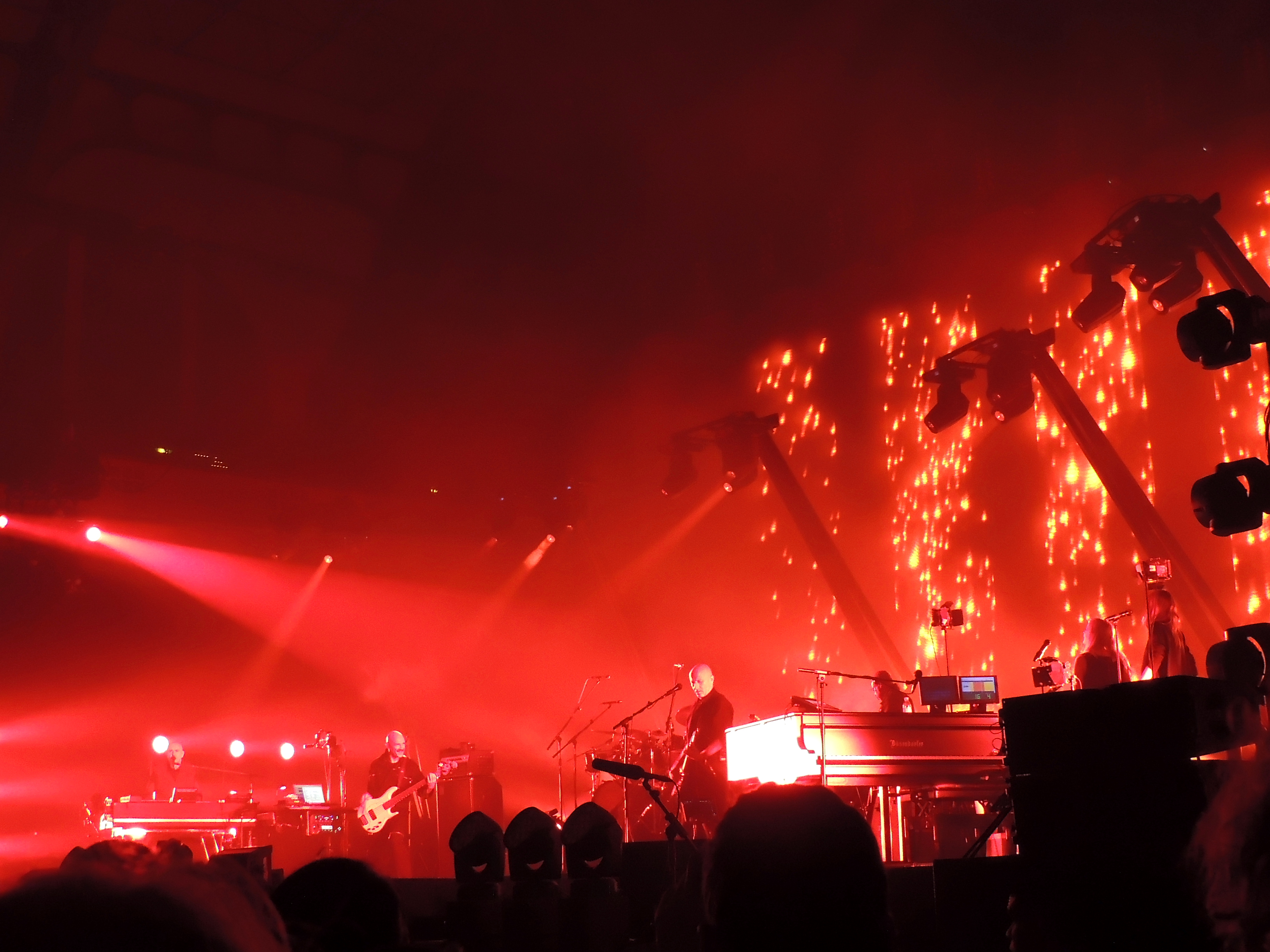
Back to Front Tour 2014 in der Frankfurter Festhalle

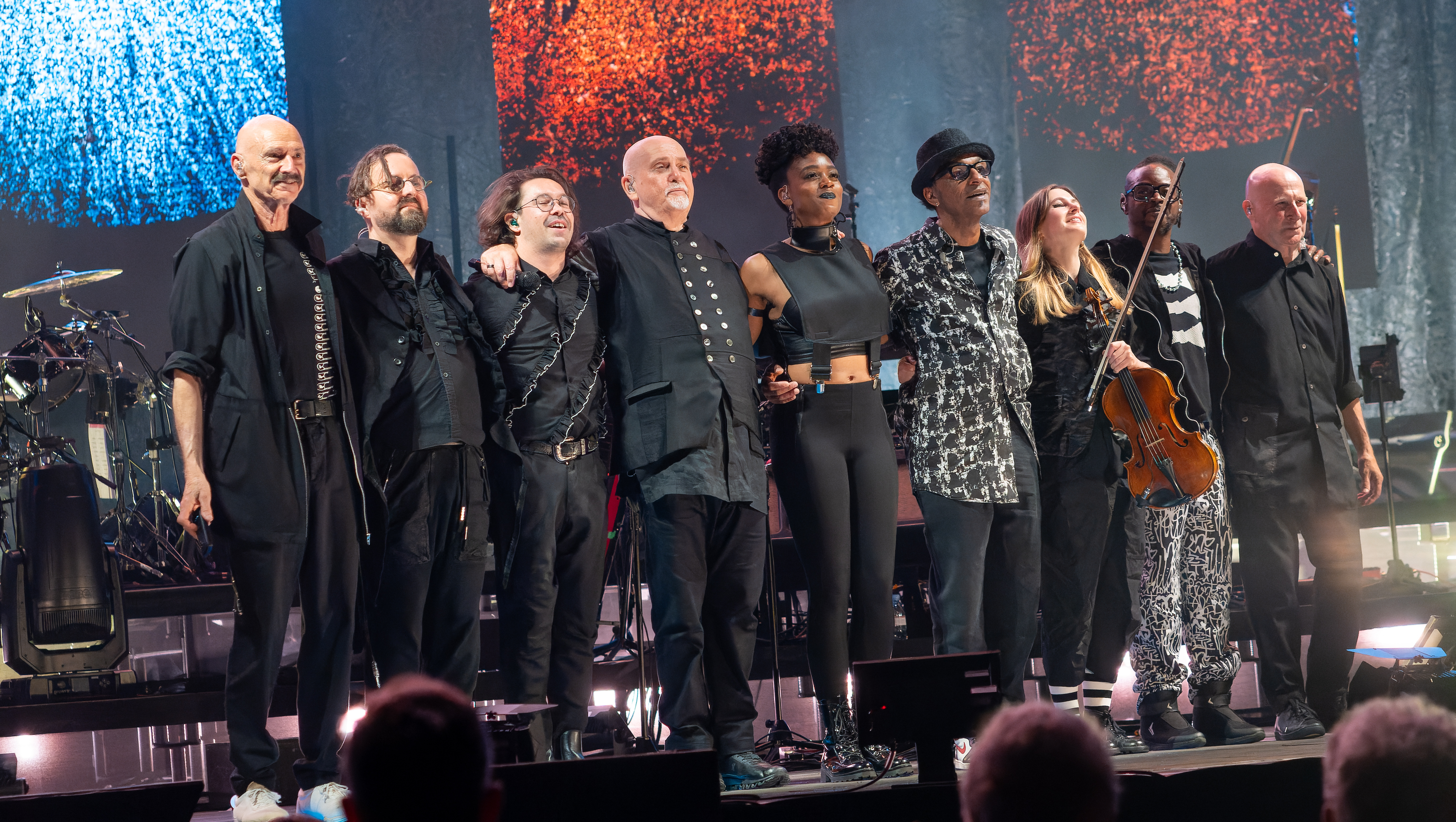
Peter Gabriel mit den Bühnenmusikern der i/o The Tour 2023: Tony Levin, Richard Evans, Josh Shpak, Peter Gabriel, Ayanna Witter-Johnson, Manu Katché, Marina Moore, Don McLean (Don-E) und David Rhodes (von links nach rechts)

Seit 1977 ging Peter Gabriel nach der Veröffentlichung eines neuen Studioalbums regelmäßig auf Tournee. Die Besetzung seiner Band wurde seitdem des Öfteren modifiziert; lediglich Tony Levin war als Bassist seit 1977 dabei; seit Anfang der 1980er war auch Gitarrist David Rhodes, der von 1977 bis 1980 bei der Band Random Hold (Vorgruppe von Peter Gabriel auf der 1980er-Tournee) gespielt hatte, fester Bestandteil der Live-Band.
1977
Erste Tournee
- Gitarre: Dusty Rhodes (d. i. Robert Fripp), Steve Hunter
- Bass, Tuba: Tony Levin
- Keyboard: Phil Aaberg
- Synthesizer: Larry Fast
- Schlagzeug: Alan Schwartzberg
- Perkussion: Jim Maelen

Zweite Tournee
- Gitarre: Sid McGinnis
- Bass: Tony Levin
- Keyboard: Bayete
- Schlagzeug: Jerry Marotta

1978 / 1979 Slash Tour
- Gitarre: Sid McGinnis
- Bass: Tony Levin
- Keyboard: Larry Fast
- Keyboard, Saxophon: Timmy Capello
- Schlagzeug: Jerry Marotta

1980 China 1984 Tour
- Gitarre: John Ellis
- Bass: Tony Levin, John Giblin
- Keyboard: Larry Fast
- Schlagzeug: Jerry Marotta

1982 / 1983 Playtime 1988 Tour
- Gitarre: David Rhodes
- Bass, Stick: Tony Levin
- Synthesizer, Piano: Larry Fast
- Schlagzeug, Perkussion: Jerry Marotta

1986 / 1987 This Way Up Tour
- Gitarre: David Rhodes
- Bass: Tony Levin
- Keyboard: David Sancious
- Schlagzeug: Manu Katché

1988 Conspiracy of Hope Tour
- Gitarre: David Rhodes
- Bass: Tony Levin
- Keyboard: David Sancious
- Schlagzeug: Manu Katché
- Violine: L. Shankar

1993 Secret World Tour
- Gitarre: David Rhodes
- Bass: Tony Levin
- Keyboard: Joy Askew (ab August ’93: Jean-Claude Naimro)
- Schlagzeug: Manu Katché
- Violine: L. Shankar
- Gesang: Paula Cole, Joy Askew
- Duduk: Lévon Minassian

2002 / 2003 Growing Up Tour
- Gitarre: David Rhodes
- Bass: Tony Levin
- Keyboard: Rachel Z
- Schlagzeug: Ged Lynch
- Gitarre, Mandoline, Flöte: Richard Evans
- Gesang: Melanie Gabriel

2004 Still Growing Up Tour
- Gitarre: David Rhodes
- Bass: Tony Levin
- Keyboard: Rachel Z
- Schlagzeug: Ged Lynch
- Gitarre, Mandoline, Flöte: Richard Evans
- Gesang: Melanie Gabriel
- Duduk: Levón Minassian

2007 The Warm Up Tour Summer 07
- Gitarre: David Rhodes
- Bass: Tony Levin
- Keyboard: Angie Pollock
- Schlagzeug: Ged Lynch
- Gitarre, Mandoline, Flöte: Richard Evans
- Gesang: Melanie Gabriel

2009 Latin American Tour – Live 2009
- Gitarre: David Rhodes
- Bass: Tony Levin
- Keyboard: Angie Pollock
- Schlagzeug: Ged Lynch
- Gitarre, Mandoline, Flöte: Richard Evans
- Gesang: Melanie Gabriel

2010 The New Blood Tour
Orchestra, no drums, no guitars
- The New Blood Orchestra
- Dirigent: Ben Foster
- Gesang: Melanie Gabriel, Ane Brun

2012–2014 Back to Front Tour
- Gitarre: David Rhodes
- Bass: Tony Levin
- Keyboard: David Sancious
- Schlagzeug: Manu Katché
- Gesang: Jennie Abrahamson & Linnea Olsson

2023 I/o The Tour
- Gitarre: David Rhodes, Richard Evans
- Bass: Tony Levin
- Keyboard: Don McLean (Don-E)
- Schlagzeug: Manu Katché
- Gesang: Ayanna Witter-Johnson, Marina Moore
- Blasinstrumente: Josh Shpak

## Preise und Auszeichnungen
- 1987: zehn MTV Video Music Awards (darunter Video of the Year), neun für das Sledgehammer-Video sowie den Video Vanguard Award
- 1990: Grammy in der Kategorie Best New Age, Ambient or Chant Album sowie Golden-Globe-Nominierung in der Kategorie Best Original Score – Motion Picture für Passion
- 1993: Grammy in der Kategorie Best Music Video – Short Form für Digging in the Dirt
- 1994: Grammy in der Kategorie Best Music Video – Short Form für Steam
- 1995: Grammy in der Kategorie Best Music Video – Long Form für Secret World Live
- 1995: Rose von Montreux Silberne Rose in der Kategorie Musik für Secret World Live
- 1997: Milia d'Or für EVE
- 2003: Golden-Globe-Nominierung in der Kategorie Best Original Score – Motion Picture für Long Walk Home: Music from the Rabbit-Proof Fence
- 2004: Chevalier dans l'Ordre des Arts et des Lettres (Auszeichnung auf der MIDEM in Cannes)
- 2006: Frankfurter Musikpreis
- 2006: Man of Peace Award (verliehen von Michail Gorbatschow und ehemaligen Friedensnobelpreisträgern)
- 2006: BT Digital Music Pioneer Award
- 2008: MIDEM Personality of the Year
- 2008: Ein Asteroid des inneren Hauptgürtels wird nach ihm benannt: (24997) Petergabriel
- 2008: Quadriga-Preis[85] für sein Engagement bei der von ihm mitbegründeten Menschenrechtsorganisation Witness
- 2008: Botschafter des Gewissens[86]
- 2009: Oscarnominierung sowie Grammy in der Kategorie Best Song Written for Motion Picture, Television or Other Visual Media für Down to Earth, Grammy in der Kategorie Best Instrumental Arrangement für Define Dancing (vom WALL·E-Soundtrack)
- 2009: Polar Music Prize
- 2014: Aufnahme in die Rock and Roll Hall of Fame[87]
- 2014: Progressive Music Award
- 2025: Zwei Grammies in den Kategorien Best Engineered Album, Non Classical für Oli Jacobs, Katie May, Dom Shaw, Tchad Blake, Mark ‚Spike‘ Stent und Matt Colton für den Bright Side Mix und den Dark Side Mix von i/o und für Hans-Martin Buff und Peter Gabriel für den Dolby Atmos In-Side Mix als Best Immersive Audio Album ebenfalls von i/o[88][89]